# 京都私立大学入試広報連絡会
京都私立大学入試広報連絡会（きょうとしりつだいがくにゅうしこうほうれんらくかい）は、京都府にある18の私立大学でつくるネットワークである。
京都21大学物語という21大学共同のオープンキャンパスなどの企画を行っていたが、一部大学が離脱したため、現在は、京都の18大学によって運営されている。
例年、オープンキャンパスを同日開催しているが「京都18私立大学」と銘打ってポスター・チラシの配布等を行っている。
また、同時に特設サイトを設け、京都18私大オープンキャンパスの当日まで、大学情報やイベント情報を掲載するなど、全国の受験生・高校生に向けて学生の街、文化の街、京都の魅力を様々な角度からアピールしている。

## 組織

### 参加大学
（五十音順）
- 大谷大学
- 京都外国語大学
- 京都学園大学
- 京都華頂大学（2011〜）
- 京都光華女子大学
- 京都産業大学
- 京都女子大学
- 京都橘大学
- 京都ノートルダム女子大学
- 京都文教大学
- 京都薬科大学
- 種智院大学
- 同志社女子大学
- 花園大学
- 佛教大学
- 平安女学院大学
- 明治国際医療大学
- 龍谷大学

### 過去の参加大学
- 京都造形芸術大学（〜2010）
- 京都嵯峨芸術大学
- 京都精華大学
- 立命館大学